# ドズル (YouTuber)
ドズル（1989年〈平成元年〉11月21日 - ）は、日本の男性YouTuber、ゲーム実況者。
『ぼんじゅうる』『おんりー』『おらふくん』『おおはらMEN』と共に『ドズル社』として主にMinecraftなどで『Doozle』と言う名前を使い動画撮影などを行っている。キャッチフレーズは「ロジカルゴリラ社長」。
ドズルの名前の由来はアニメ『機動戦士ガンダム』の登場人物であるドズル・ザビにちなむ。
本名は公開していないが、クラロワ(クラッシュ・ロワイヤル)仲間のきおきおのチャンネルで「負けるたびに本名公開」という企画をしていて、最終回で名前が6文字であるということと、本名のすべての文字が公開され、
「し」「だ」「え」「き」「ま」「げ」
となっていてこれを並べ替えると本名になるところまで公開されている。また、生放送で「マエダ」と発言している。

## 来歴
2014年7月31日にYouTubeチャンネルを開設し8月5日から動画を投稿し始めた。
大分東明高等学校 に進学した。高校在学中、最初に熱中していたゲームはPSPの『モンスターハンター ポータブル』である。一浪後、大分大学医学部 に合格。大学2年生のとき学校に行けない時期があった。在学中に勉強に飽きてしまい大学を休学して新規ビジネスを始めたが、将来に不安を感じたため再び医者になることを決意し、復学する。その頃はすでにYouTubeの活動を始めており医者になるかYouTuberになるのか迷った末にYouTuberになることを決断する。
『クラッシュ・オブ・クラン』を始めたきっかけはアプリランキングの上位のアプリをひたすらプレイしその流れでやり始めたと語っている。そして、ある分野では世界一位を取った事もある。『クラッシュ・ロワイヤル』はリリースすると言う情報を聞きつけリリース当日からプレイしている。
2017年3月まで本業とは別でYouTube活動をしていた が、視聴者がスポンサーとして活動支援する『ドズ主』を発足し日本一のゲーム実況者になることを志す。
2018年11月21日、29歳の誕生日に小学生の頃から仲の良かった女性と入籍。
2020年4月後半ごろから自身のYouTubeメインチャンネル、『ドズル/Dozle』で広告がつかないバグが発生していることを動画で報告した。
同年4月27日このことを受けメインチャンネルを休止し新チャンネル、『ドズぼんのゲーム実況』へ移行すると発表した。4月28日から緊急対応としてYouTube側で広告をつけているが、ドズル自身では動画に広告をつけることができない状況が続いていた。同年5月3日にメインチャンネルで新チャンネルに移行したことを改めて報告した。5月10日には新チャンネルの登録者が10万人を突破した。
2020年6月13日に『クラロワ最強決定戦』を開催する為にクラウドファンディングで資金を募り同月12日の時点で550万円を突破した。
2020年10月2日に公開された、『ドズぼんのゲーム実況』の動画にて、YouTubeメインチャンネルで広告がつかないバグが修正されたことを発表。今後もドズぼんでやっていきたいことから、バグ修正を機に、メインチャンネル名を『ドズル/Dozle』から『ドズぼん・ザ・ゴールデン』へ、サブチャンネル名を『ドズぼんのゲーム実況』から『ドズぼん・ザ・モノクロ』へ変更することも同時に発表された。
2020年12月14日に、YouTubeの短い動画を投稿できるサービス『Shorts』を使用した動画を投稿する『ドズぼん・ザ・shorts』を開設。
2021年6月13日にチャンネルを「ドズル社」に変更、また、ドズぼん・ザ・モノクロは、「ドズル社サブ」に変更ののち、「ドズル社ストロング」に変更された。「【重大報告】皆さまにお知らせがあります」内で発表された。「ドズル社ストロング」という名の由来はぼんじゅうるに収録中に名前をどうするか軽く聞いた際、ぼんじゅうるが悩んだ末「ストロング」と発言し、実際にそれが採用されたという流れである。
Youtubeチャンネル「ドズル社カフェ」で2021年9月28日までおよそ30日にわたるBGMのライブ配信をしていた。その後2021年11月16日の動画を機に投稿が止まっている。
2021年10月2日から、ドズル社初のアニメ化に挑戦した『ドズル』がドズル社チャンネルにて公開された。毎週土曜日に更新され、全10話＋番外編が同年12月までに公開となった。
2022年4月6日に渋谷109でポップアップストアと初のコラボカフェを期間限定で開催することが発表された。
2023年1月26日にチャンネル登録者数100万人を突破した。
2024年1月15日にサブチャンネル名を『ドズル社ストロング』から『ドズル/ドズル社』へ変更した。
2024年12月にメインチャンネルのチャンネル登録者220万人を突破した。
過去にはYouTubeだけではなくライブストリーミングサービスである『Mildom』でも配信していた。

## 株式会社ドズル
株式会社ドズル（英: DOZLE Corp.）は、東京都品川区に本社を置く、日本のYouTube専門会社である。チャンネルの運営や、配信者のマネージメントティング業務などを行っている。YouTuberドズルが、2016年9月30日、大分大学医学部在学中に設立した株式会社 AFTERFIVEが前身 。2017年5月、ドズルが専業YouTuberとして上京するのにあわせ、東京に移転した。2019年5月9日に社名を株式会社ドズルに変更。当初、YouTuberは社長のドズルのみだったが、2020年2月26日に『ぼんじゅうる』、2020年11月4日に『おんりー』、2021年1月2日に『おらふくん』、1月3日に『おおはらMEN』が加入し、計5名となった。また、ドズぼんの視聴者として『おんりー』当時の視聴者参加型企画として初めて出会い、師匠として『おおはらMEN』がメンバーとなる前から関わっていて、動画にもたまに出ていた。また、『おらふくん』は当時フォートナイトの上手い人の募集をかけた時のリプ欄に『おんりー』が『おらふくん』を見つけ、出会い、今のメンバーとなっている。

### 株式会社ドズルの所属クリエイター

#### ドズル
元医学生。
キャッチフレーズは「ロジカルゴリラ社長」。イメージカラーは赤■。

#### ぼんじゅうる
日本のYouTuber、ゲーム実況者、元役者。
キャッチフレーズは「（心やさしい）卑怯者」。イメージカラーは紫■。格ゲーと麻雀が強い。
誕生日は5月30日、年齢は46歳。
来歴
中高一貫の男子校に進学。他校の女子と一時期交際関係にあったということを今もたまに配信で口にしている。元々は俳優志望だったこともあり、過去に役者をしていたがオーディションに合格できず、新たなるチャンスを求めて動画投稿を始めた。過去には『カイジ2 人生奪回ゲーム』にエキストラ（パチンコをしている一般客を応援している役）として出演した経験がある。
ドズルとぼんじゅうるが出会ったきっかけは、ドズルが『クラッシュ・ロワイヤル』のイベントとして毎週月曜日に行っていた『クラロワコロシアム』でゲストがおらず、Twitterでゲストを募集した際、ぼんじゅうる側が連絡し、撮影をしたことである。その後、数回動画に出演した後に『株式会社ドズル』へ入社し、正式に『ドズぼん』として活動を開始した。
ドズル社のメンバーである『ドズル』のほか、『おんりー』『おおはらMEN』『おらふくん』と一緒にドズル社をメインとして動画を投稿している。

#### おんりー
英語名は「Qnly」Microsoftのランダム名前生成に「Qnly」という名前があり当て字で「おんりー」と読むようになった。明確な挨拶などは決まっていないが、自己紹介などの場面では「こんにちは」でいくことを公言している。キャッチフレーズは「スピードスター」。イメージカラーは黄色■。また、Minecraftのエンダードラゴンリアルタイムアタック（エンドラRTA）で日本記録を6回更新し、記録はシード値固定で1分59秒、ランダムシードで13分11秒。
誕生日9月9日（本当の誕生日ではなく、ファンの皆と決めた誕生日）、年齢22歳、身長165cm、体重50kgほど。
幼少期の頃の夢は「バスの運転手」。
Minecraftの公式大会「マイクラバーサス」では5回とも参戦し、1回目はチーム優勝とMVPを獲得。2回目はおらふくんの属するぽみそしるチームのウォーデンファーム作戦に敗北し惜しくもチーム2位、個人成績もおらふくんに次ぐ2位だった。3回目はおおはらMENの他、親交のある福井のカズ（カズクラ）、雨栗（さんちゃんく！）、まぐにぃと共に参戦。他チームを圧倒し、最終的にはチーム優勝、キル数、ポイント数の三冠王を達成。4回目は装備にハンデがありながらもMVPを獲得した。5回目は個人成績では受賞しなかったものの、青チームを優勝へ導いた（MVPは福井のカズ）。

2022年12月31日のドズル社忘年会にておんりーによる単行本「急がばナナメ」を発表し、2023年3月1日より発売された。

#### おらふくん
キャッチフレーズは「あなたの心を狙い撃ち」。イメージカラーは水色■。
誕生日は5月22日。年齢は非公開。身長は160〜170cm。
2022年7月30日にポッキーを中心に結成された、ゲーム実況者が集まるグループ「ぽみそしる」に所属していた。
2023年1月26日のTwitterで上京したことが明らかになった。
ドズル社に入る前はフォートナイトのプロチームに所属していた。
ドズル社に入ってからはMinecraftを中心に活動をしている。
2023年11月29日には、おらふくんによるエッセイ本「本かもわからん」が発売された。

2025年3月9日にぽみそしるのⅩからおらふくんを含む5名の卒業を発表。

#### おおはらMEN
キャッチフレーズは「ズボラな匠」。イメージカラーはピンク■。
誕生日は7月28日。年齢は28歳。
『ドズル社』と個人チャンネルに投稿されている動画に出演している。また、ドズル社と並行して『帰宅部』というグループでも撮影・活動をしている。帰宅部メンバーである『きおきお・たいたい』とは幼馴染である。
雑誌「2022年新要素対応 マインクラフト 鬼盛ワザまとめ2」に自身のマイクラ建築が掲載されるなど、マイクラ建築を得意としている。

2024年9月3日には、おおはらMENによるエッセイ本「ぼくらの　to be continued」が発売された。

### 株式会社ドズルのスタッフ
ここではドズル社の動画に度々出演しているスタッフを記載する。

#### ネコおじ
イメージカラーは灰色■。
ドズル社の正式なクリエイターでこそないが、ドズル社および所属クリエイターの動画冒頭、動画内のナレーション、キャラクターの声当てを行う他、一部動画ではプレイヤーとしてクリエイターとともに出演することがある。
ナレーターとしてテレビ番組やCMにおいて活動実績がある。
妻はスコスコぽこ太郎&うま次郎〜猫ちゃんねる〜で飼い猫の動画をアップしており、ネコおじもおっさんとして同チャンネルの動画に出演することがある。
妹がいる。

#### たいきち
イメージカラーは青■。本名は須田泰生（すだ たいき、1994年7月7日 - ）
ドズル社のナレーターをしている。short動画などのナレーションや声あて、プレイヤーとしてドズル社の動画に出演することがある。
ドズル社に入る前は山陰中央テレビジョン放送に務めていた（2017年 - 2020年）。テレビ局をに退社した後はeスポーツキャスター。
ドズル社に入る前からYoutubeチャンネルを運営していてゲーム実況などの動画を投稿をしている。当初は「アナウンサーYoutuberたいきち」というチャンネル名で開始。

## 出演
- 開局!ドズル社TV（地上波：東海テレビ、中京テレビ、CBCテレビ、テレビ愛知・配信：Locipo、2022年9月 - 2023年2月21日）[45]
  - レコメン！G　ドズル社放送局（ラジオ：文化放送・QloveR、2024年10月3日[46]〜2025年3月27日[47] 毎週木曜日午後8時30分〜午後9時00分）

吹き替え
- マインクラフト/ザ・ムービー（2025年）[48]

## コラボ
- ドズル社スクラッチ（Fanicon 2022年4月25日～5月5日開催）[49]
- ドズル社ポップアップストア＆ドズル社カフェ（SHIBUYA109渋谷店 8F LIVE TV ハチスタ 2022年4月29日～5月15日開催）[50]
- 第2回ドズル社スクラッチ（Fanicon 2022年7月15日～7月31日開催）[51]
- ドズル社焼き（GiGOのたい焼き池袋 2022年10月15日～11月20日開催）[52]
- ドズル社焼き第2弾（GiGOのたい焼き池袋 2022年12月10日～2023年1月29日開催）[53]